# IIe millénaire
Le IIe millénaire ap. J.-C. a commencé le 1er janvier 1001 (du calendrier julien) et s'est achevé le 31 décembre 2000 (du calendrier grégorien).
Il s'étend entre les jours juliens 2 086 672,5 à 2 451 910,5 inclus,.

## Évènements marquants
- 1550-1850 : maxima glaciaire attesté par la tourbière du glacier de Fernau (Tyrol)[3].

### Afrique

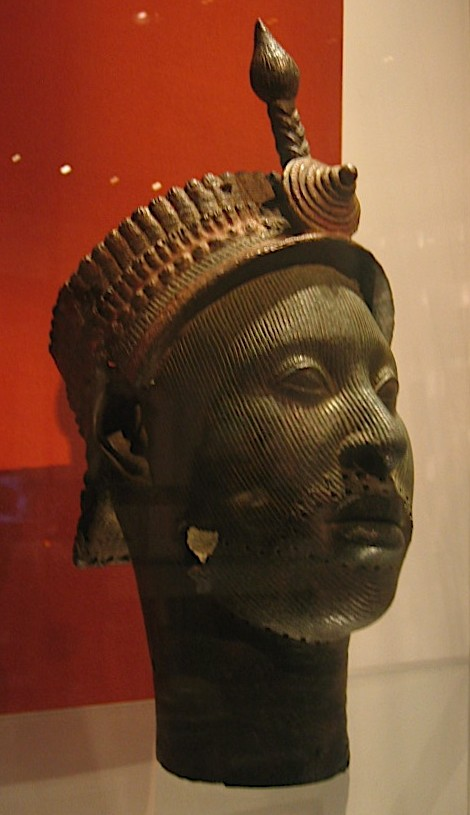
Tête d'un roi d’Ife, British Museum.

- 900-1300 : apogée de la culture des Yorubas d’Ife, caractérisée par ses têtes en terre cuite et en bronze à la cire perdue[4].
- 1040-1147 : la dynastie berbère des Almoravides règne sur le Maroc et le Sud de l'Espagne.

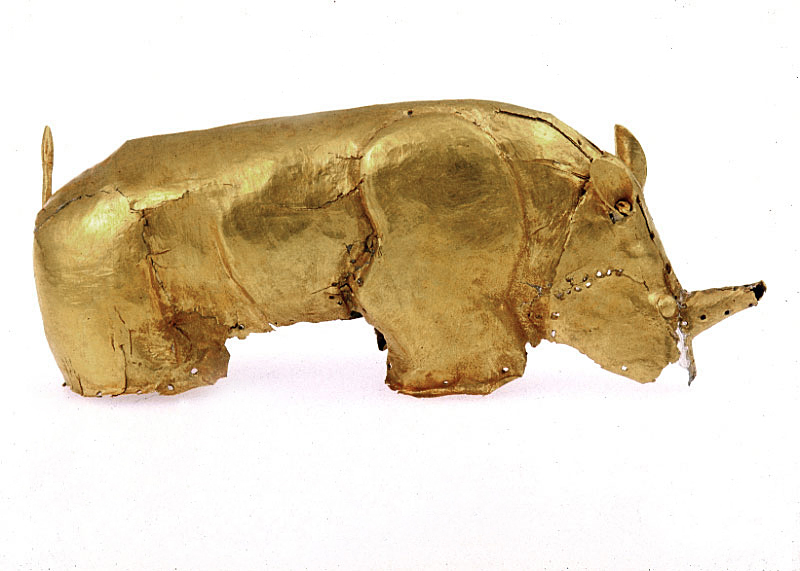
Rhinocéros d'or de Mapungubwe, trouvé en décembre 1932

- 1075-1220 : royaume de Mapungubwe au nord de la province du Limpopo en Afrique du Sud[5]. La découverte dans une tombe d’un petit rhinocéros, d’un sceptre et d’une coupe plaqués d’or, atteste d’échanges lointains avec l’Inde et la Chine.

- 1121/1147–1269 : règne des Almohades sur le Maghreb et l'Andalousie.

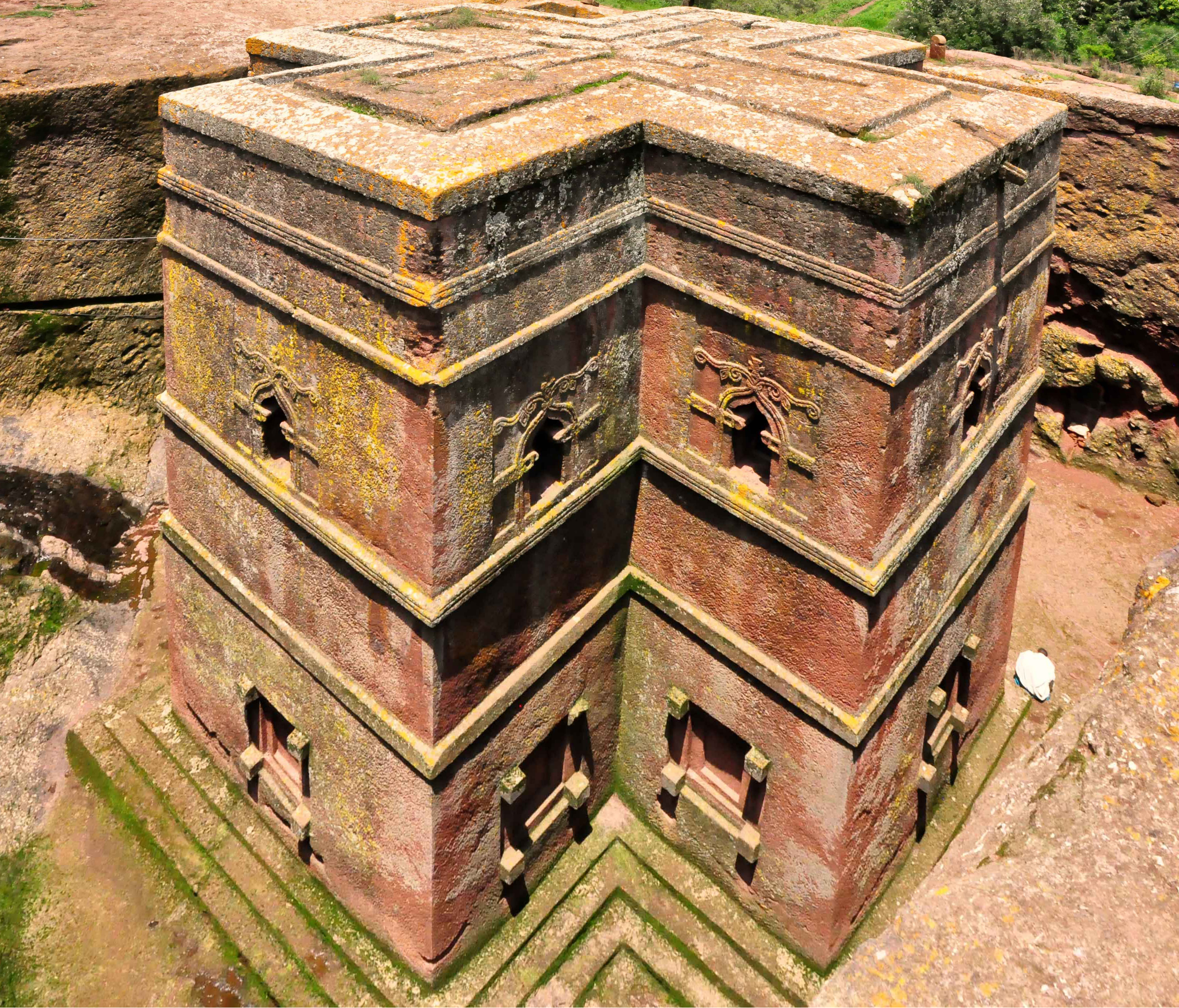
Bete Giyorgis, églises rupestres de Lalibela.

- 1140-1270 : la dynastie Zagwé règne en Éthiopie ; elle installe sa capitale à Lalibela. En 1270, le pouvoir passe à la dynastie salomonide. Parallèlement un État musulman, le sultanat d'Ifat se développe aussi à partir du XIIIe siècle et annexe en 1285 le sultanat de Makhzumi dans la partie orientale du Choa. Sur ces hauts plateaux, la fouille des cités médiévales musulmanes de Asbäri, Mäsal et Nora, datées des XIVe et XVe siècles, a livré des fortifications, de vastes nécropoles et des tumuli, des mosquées dont celle de Asbäri, la plus vaste jamais découverte dans la Corne de l'Afrique[6].
- 1220–1450 : royaume du Zimbabwe (en) sur les territoires du Zimbabwe (qui tient son nom de la cité du Grand Zimbabwe) et du Mozambique actuels.
- 1325-1450 : empire du Mali fondé par Soundiata Keïta en Afrique occidentale[7]. Il devient la principale formation politique d’Afrique subsaharienne, contrôlant le commerce de l’or avec les marchands arabes et berbères venus d’Afrique du Nord. Le voyageur tangérois Ibn Battûta, parti de Sijilmassa visite le Mali en 1352 et laisse une description détaillée de la vie à la cour de Mansa Souleiman.
- 1415 : conquête portugaise de la ville maure de Ceuta, début de l'Empire portugais au Maroc. Les marins portugais s'installent à Madère (1419), aux Açores (1427) et sur les îles du Cap-Vert (1455).
- 1441 : début de la traite négrière portugaise dans l'Atlantique.
- 1464-1592 : Empire songhaï en Afrique occidentale[7].
- 1541-1543 : les troupes portugaises mettent en déroute le général et sultan musulman Ahmed Ibn Ibrahim Al-Ghazi en Abyssinie, stoppant l'expansion musulmane en Afrique de l'Est.
- 1648 : les colons portugais du Brésil parviennent à chasser les Néerlandais d'Angola.
- Après 1674 : essor du commerce triangulaire avec la fondation de la Compagnie royale d'Afrique par les Anglais et de la Compagnie du Sénégal par les Français. Plus de dix millions d'Africains sont déportés pendant trois siècles en Amérique, principalement pour satisfaire la demande européenne en sucre.

- 1884 : la conférence de Berlin fixe les règles du partage de l'Afrique par les puissances européennes.
- 1954-1962 : guerre d'Algérie conclue par les Accords d'Évian.
- 1956-1974 : décolonisation de l'Afrique.
- 1961-1974 : guerres coloniales portugaises.
- 1994 : Génocide au Rwanda.

### Amérique

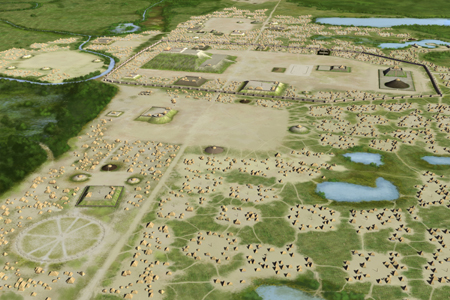
Reconstitution artistique de Cahokia. Le Monk's Mound est au centre du site avec une grande place au sud. Ce centre cérémoniel monumental est entouré d'une palissade. À l'ouest se trouve le cercle de poteaux de cèdre de Woodhenge considéré comme un observatoire astronomique.

- 900-1100 : deuxième période Pueblo en Amérique du Nord[8].
- 950-1250 : apogée de Cahokia, le plus grand centre de la civilisation du Mississippi, près de Saint-Louis[9]. Le site comprend plus de cent-vingt monticules dont certains, comme le Monk's Mound, sont de forme pyramidale, avec une population de près de 40 000 personnes[10].
- Vers l'an mille : 
  - le viking Leif Erikson découvre ce qui deviendra l'Amérique (Terre-Neuve…). L'établissement n'est pas durable[11].
  - au début du IIe millénaire, la généralisation de l’utilisation de l’arc et de la flèche en Amérique du Nord, technologie introduite par les Paléoesquimaux puis diffusée progressivement du nord au sud, entraîne une plus grand fréquence des conflits armés, ce qui contribue au déclin de certaines cultures (Hopewell, Cahokia, Mesa Verde et Chaco Canyon) et à l’expansion d’autres cultures (Thulé vers le Groenland, Païutes dans le Grand Bassin)[12].
- 1000-1438 : période intermédiaire récent au Pérou ; civilisation Chimú sur le littoral[13].
- Entre 1000 et 1450 : Deganawida et Hiawatha créent la confédération iroquoise[14].
- 1100-1300 : troisième période Pueblo en Amérique du Nord[8].
- Vers 1200-1521 : postclassique récent en Mésoamérique ; émergence des empires des Aztèques et des Tarasques[15]. Les Aztèques, population nomade de guerriers, émergent en 1325 avec la fondation de Mexico-Tenochtitlan, cité qui prend la tête de la Triple alliance en 1428 et conquiert militairement la plus grande partie du plateau mexicain. L’Empire aztèque est conquis de 1519 à 1521 par le conquistador castillan Hernán Cortés.
- 1300-1600 : quatrième période Pueblo en Amérique du Nord[8].
- 1438-1532 : période horizon récent au Pérou ; civilisation inca[13] à l'origine de l’Empire inca, conquis de 1531 à 1534 par les conquistadors castillans Francisco Pizarro et Diego de Almagro.

- 1492 : Christophe Colomb atteint les côtes des Antilles. Début de la colonisation espagnole de l'Amérique.
- 1500 : Pedro Álvares Cabral prend possession de la terre de Santa Cruz, le futur Brésil, au nom du roi du Portugal.
- 1507 : dans son planisphère intitulé Universalis Cosmographia, le cartographe lorrain Martin Waldseemüller donne au nouveau continent découvert par Christophe Colomb le nom d'Amérique, d'après le nom du navigateur italien Amerigo Vespucci.

- 1534 : Jacques Cartier prend pied au Canada. Début de la colonisation française de la Nouvelle-France (1534-1763).

- 1600-1900 : cinquième période Pueblo en Amérique du Nord[8].

- 1607 : arrivée de 105 colons anglais sur le site de la future Jamestown (Amérique du Nord). Fondation des Treize Colonies entre 1607 et 1732.
- 1608 : fondation de la ville de Québec.
- 1654 : les Néerlandais sont expulsés définitivement du Brésil par les Portugais.
- 1716 : fondation de La Nouvelle-Orléans (la colonie française s'étend sur les grands lacs et toute la vallée du Mississippi).
- 1776 : Les Treize Colonies américaines de l'Angleterre, aidées par la France, proclament leur indépendance, et forment les États-Unis d'Amérique.
- 1810-1825 : processus institutionnel et militaire menant aux Guerres d'indépendance de l'Amérique espagnole.
- 1821-1825 : conflit institutionnel et militaire violent entre les Portugais du Portugal et les Portugais du Brésil aboutissant à l'Indépendance du Brésil.
- 1861-1865 : Guerre de Sécession aux États-Unis.
- 1889 : Abolition de l'esclavage au Brésil, dernière grande puissance esclavagiste.
- 1929 : Krach de 1929, effondrement des cours boursiers dans le monde, entraînant la plus grande crise économique du XXe siècle.
- 1941 : Attaque de Pearl Harbor, entrée en guerre des États-Unis.
- 1945 : création de l'ONU.
- 1947-1991 : Guerre froide entre les États-Unis et l'URSS.
- 1962 : Crise des missiles de Cuba.
- 1969 : premier pas sur la Lune par Neil Armstrong.

### Asie et Pacifique
- IXe – XIVe siècle : l’Empire khmer domine la péninsule indochinoise ; l’époque est marquée par la construction de temples-montagnes de forme pyramidale et d’aménagements hydrauliques (baray, canaux) dans la région d’Angkor au Cambodge.

- 960-1279 : dynastie Song en Chine ; elle atteint son apogée vers 1100. Période de grande prospérité : force militaire, imprimerie, révolution industrielle (développement de la production de fer, canon, poudre à canon…). En 1038, les Tangoutes proclament leur indépendance vis-à-vis des Liao et fondent la dynastie des Xia occidentaux (Xixia), installée dans une boucle du fleuve Jaune coupant la route de l'Asie centrale. En 1125, la dynastie Jin, d'origine Jürchen, qui a remplacé les Liao au Nord, chasse les Song au-delà du fleuve Jaune. Ils se replient au sud du Huai He (1127–1279). Jin, Song et Xia sont submergés par les Mongols de 1205 à 1279.

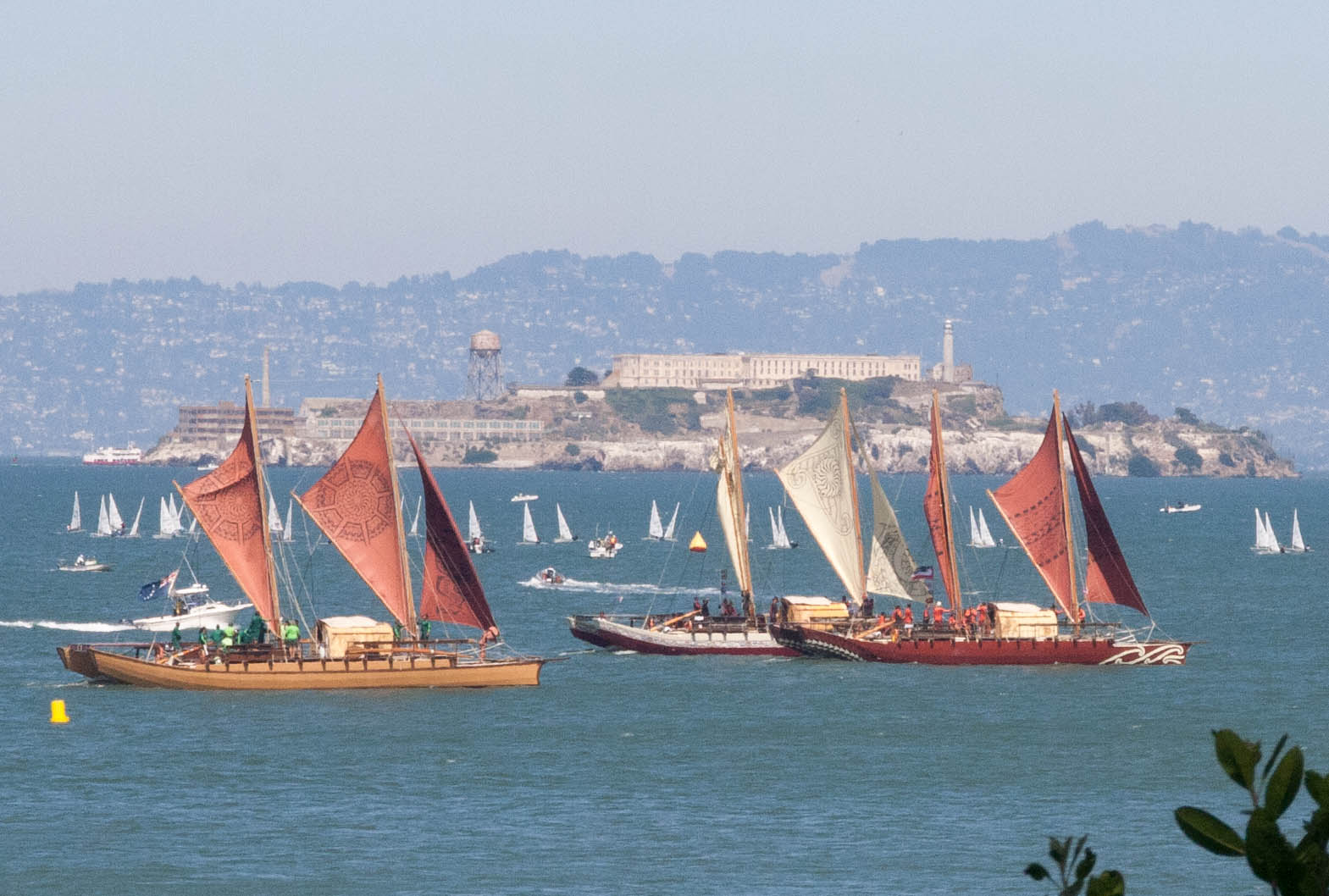
Marumaru Atua, Hine Moana, et Haunui, trois « vaka » modernes construits dans le style des navires transocéaniques traditionnels polynésiens ; à San Francisco (2011).

- Après 1000 : arrivée des Polynésiens à Hawaï et à Rapa Nui probablement vers l’an 1000 ; ils atteignent la Nouvelle-Zélande, une des dernières terres à être colonisées par l’homme, vers 1250-1300. Durant les premiers siècles après l’an mille des pirogues polynésiennes, probablement originaires de la région Mangareva-Pitcairn-île de Pâques, atteignent les côtes d’Amérique du Sud d’où elles rapportent notamment la patate douce[16]. La colonisation sur grande distance du « triangle polynésien » est rendue possible grâce à l’utilisation de grandes pirogues doubles (vaka purua), les plus grandes atteignaient plus de 25 mètres et pouvant embarquer une cinquantaine d'individus ainsi que leurs provisions (eau, cochons, taro, noix de coco, fruits de l'arbre à pain…). Leurs connaissances géographiques, leur maîtrise de la navigation astronomique, leurs connaissances de la direction de la houle et des vents permettent aux navigateurs polynésiens de s’orienter dans l’océan. Pour assurer leur subsistance, les Polynésiens disposent d’une intense adaptation aux milieux naturels, notamment pour l’exploitation des ressources marines. Ils introduisent et adaptent des plantes alimentaires dans les îles où ils s’établissent (taro, igname, canne à sucre, bananier, etc.), favorisent les plantes multiusages (cocotier, pandanus…) et pratiquent le bouturage[17].

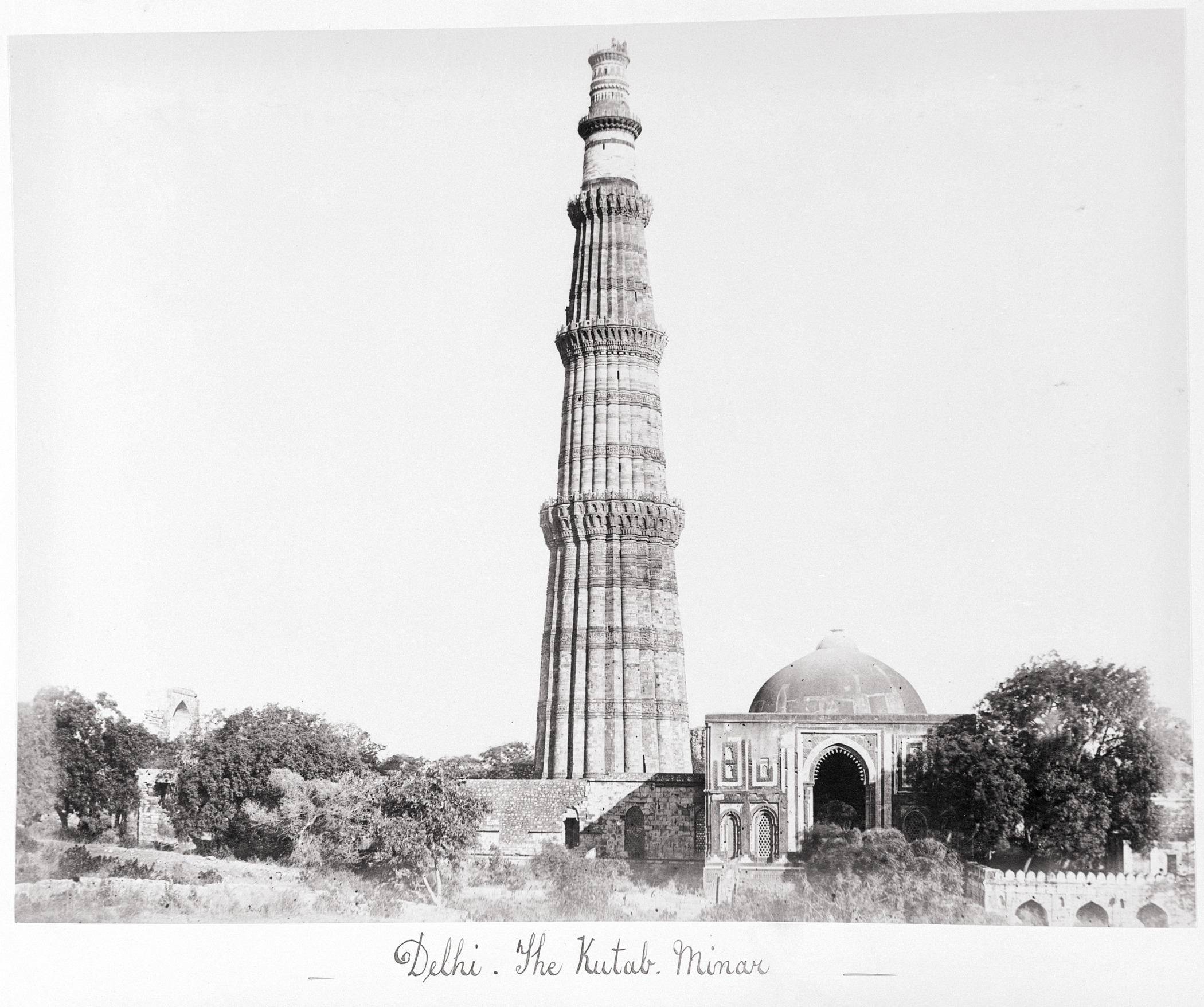
Le Qûtb Minâr, premier minaret de l’Inde édifié en 1199 à Delhi, « projette l'ombre de Dieu sur la cité conquise ».

- 1001-1206 : conquête musulmane de l'Inde. De 1001 à 1026, le mercenaire turc Mahmoud de Ghazni, établi à Ghazni, en  Afghanistan, mène 17 campagnes de pillage en Inde, notamment sur les villes et les temples de Mathura, Kânnauj, Somnāth. En 1175-1186 les chefs de guerre Muhammad Ghûrî et Qûtb ud-Dîn Aibak chassent les Ghaznévides puis entreprennent la conquête du Nord de l'Inde et du Bengale. En 1206, ils fondent le sultanat de Delhi qui contrôle vers 1330 quasiment l’ensemble du sous-continent indien, à l’exception du royaume de Vijayanagara qui résiste à l’emprise musulmane de 1336 à 1565. Le sultanat résiste aux invasions mongoles malgré le sac de Delhi par Tamerlan en 1398 mais doit céder la place à l'Empire moghol en 1526.

- 1185-1603 : Moyen Âge au Japon, qui englobe les époques de Kamakura (1185-1333), de Muromachi (1333-1568) et Momoyama (1568-1603). La perte progressive de pouvoir des fonctionnaires de cour au profit de l’élite guerrière provinciale à partir du XIIe siècle voit l’émergence d’un système féodal face à l’État central. Kyōto garde son importance, comme le port d’Hakata qui assure le lien avec le continent, mais de nouveaux centres urbains apparaissent comme Hiraizumi, fief des Fujiwara aux XIe et XIIe siècles, Kamakura, capitale des Minamoto après 1180, et Ichijōdani, contrôlé par les Asakura, aux XVe et XVIe siècles pendant l’époque des provinces en guerre[18].
- Vers 1200-1600 : phase Ahu-Moaï marquée par l’érection des statues monumentales de l’île de Pâques[19]. Les habitants de l’île de Pâques, qui seraient arrivés vers 400, semblent ne pas avoir dépassé le nombre de 7 000. Leur culture décline avec la baisse de production de nourriture et de bois à partir de 1600. Toutes les statues seront jetées face contre terre à la fin du XVIIIe siècle et au début du XIXe siècle. De nombreuses statues sont restées inachevées et en partie enfouies dans les carrières de basalte du Rano Raraku, ce qui semble indiquer une catastrophe brutale.
- 1209-1260 : la conquête mongole s'étend vers la Chine des Jin (1211-1234) et des Song (1267-1279), puis l'Asie centrale (Khorezm, 1219-1221), l'Iran (1231-1235), la steppe eurasienne jusqu'à la Rus' (1223-1240) et l'Europe orientale (1240-1242), l'Irak (1258), l'Asie mineure et le Nord de la Syrie (1260). Elles aboutissent à la constitution d'un Empire étendu en 1279 sur 30 millions de km², le plus vaste qui ait jamais existé, qui contribue aux relations commerciales et culturelles entre l'Orient et l'Occident. À la mort de Gengis Khan en 1227, l'Empire mongol est partagé entre ses quatre fils, Djötchi, Djaghataï, Ögedeï et Tolui sous l'autorité du grand Khan. Dans la seconde moitié du XIIIe siècle, il se morcelle en États indépendants : dynastie Yuan en Chine (1279-1368), Djaghataïdes en Asie centrale (1261-1363), Ilkhanides en Iran (1256–1335), Horde d'or dans la steppe eurasienne (1243–1502)[20].

- 1238-1438 : royaume de Sukhothaï en Thaïlande.
- Entre 1250 et 1300 : les Maoris, originaires de l’est de la Polynésie, s’installent en Nouvelle-Zélande[17]. Les premiers colons polynésiens acclimatent la patate douce et le chien en Nouvelle-Zélande. L’igname, le taro et la calebasse n’ont que de petites surfaces cultivées dans l’Île du Nord. Dans l’Île du Sud, les Maoris abandonnent l’agriculture et vivent de la pêche, de la chasse et de la collecte des plantes indigènes, en petits groupes mobiles[21].
- 1351-1767 : royaume d'Ayutthaya en Thaïlande ; en 1431, il met à sac Angkor et vassalise l'Empire khmer, en 1438 il annexe le royaume de Sukhothaï, et atteint son extension maximale vers 1600.

- 1368 : la dynastie mongole Yuan est renversée en Chine. Chu Yüan-chang est proclamé empereur sous le nom de Hongwu et fonde la dynastie des Ming (1368-1644) avec Nankin pour capitale. De 1405 à 1433  l'amiral Zheng He mène sept expéditions maritimes dans l'océan Indien. En 1421 la capitale est transférée à Pékin (capitale du Nord). Une période de grande prospérité commence.
- 1498 : parti de Lisbonne en juillet 1497, Vasco de Gama accoste à Calicut, en Inde, en mai de l'année suivante. Le voyage inaugure l'ouverture de la route du Cap par les Portugais, qui permet une liaison maritime directe entre l'Europe, l'Afrique de l'Est et l'Asie. En 1505 Francisco de Almeida devient le premier vice-roi de l’État portugais des Indes orientales. En 1509, à la bataille de Diu, la flotte portugaise bat les forces d'une coalition musulmane constituée de la flotte du Pacha d’Égypte, de navires indiens de Calicut et du sultan du Gujarat, avec des renforts de Venise et de l'Empire ottoman. Cette bataille marque le début de la suprématie européenne dans l'océan Indien. En 1511, le gouverneur portugais Afonso de Albuquerque conquiert Malacca, capitale du sultanat de Malacca, et ouvre aux Européens l'accès aux Moluques et à la mer de Chine. Les Portugais arrivent au Japon en 1543 (époque du commerce Nanban). De 1552 à 1553, ils mettent un terme à la campagne ottomane contre Ormuz, et confirment leur suprématie militaire pour encore cinquante ans dans l'ouest de l'océan Indien. En 1557, ils fondent la ville de Macao, dans le sud de la Chine. En 1580 le daimyo japonais Ōmura Sumitada, qui s'est converti au christianisme, cède Nagasaki « à perpétuité » aux Jésuites portugais.
- 1526-1857 : Empire moghol fondé par Babur après sa victoire sur le dernier sultan de Delhi Ibrahim Lodi à la bataille de Panipat. Affaibli par la constitution de l’Empire marathe par Shivaji en Inde centrale (1674), par la politique coloniale britannique après 1763 (traité de Paris qui met fin à la rivalité franco-britannique en Inde), il dure jusqu’à la déposition du dernier souverain lors de la révolte des cipayes en 1857 et l’instauration du Raj britannique.
- 1602 : fondation de la Compagnie néerlandaise des Indes orientales (Vereenigde Oost-Indische Compagnie : VOC), l’une des plus puissantes entreprises capitalistes qui aient jamais existé.
- 1603-1867 : période pré-moderne, ou époque d'Edo au Japon, dominée par le shogunat Tokugawa qui reconstitue une autorité politique centrale. Elle connaît une paix relative, le développement et la multiplication des pôles urbains. Le système tributaire instauré par les Tokugawa favorise une large circulation des hommes et des marchandises[18].
- 1608 : premières implantations anglaises en Inde.
- 1664 : fondation par Colbert de la Compagnie française des Indes orientales.
- 1800-1942 : les Indes orientales néerlandaises, administrées directement par les Pays-Bas, succèdent à la VOC en Indonésie.
- 1868 : la restauration de Meiji marque la fin de la politique d'isolement (sakoku) et ouvre le début de la modernisation de l'empire du Japon.
- 1945 : Bombe atomique sur Hiroshima et Nagasaki.
- 1946-1954 : guerre d'Indochine.
- 1947 : Indépendance de l'Inde.
- 1949 : instauration de la république populaire de Chine par Mao Zedong. Fondation de l'OTAN.
- 1962-1975 : guerre du Viêt Nam.
- 1997 : rétrocession par le Royaume-Uni de Hong Kong à la Chine.
- 1999 : rétrocession par le Portugal de Macao à la Chine.

### Proche-Orient
- 1038-1194 : empire des Seldjoukides en Irak et en Iran.
- 1071 : l'Empire byzantin perd l'Asie Mineure au profit des Seldjoukides après la bataille de Manzikert. Fondation du sultanat de Roum (1080-1308).
- 1095-1291 : croisades ; prise de Jérusalem par les croisés en 1099, création des États latins d'Orient.
- 1194-1220 : empire des Khwarezmchahs en Iran.
- 1219-1221 : invasion mongole de l'empire khwarezmien.
- 1256-1335 : khanat des Ilkhanides en Iran.
- 1299 : premiers sultans turcs ottomans.
- 1370-1507 : règne de Tamerlan (1370-1405) et empire timouride.
- 1915-1916 : génocide arménien.
- 1920 :  démembrement de l’Empire ottoman au traité de Sèvres.
- 1956 : crise du canal de Suez.
- 1979 : révolution iranienne par Rouhollah Khomeini.
- 1991 : Guerre du Golfe.

### Europe
- 1054 : Grand Schisme d'Orient.
- 1066 : conquête normande de l'Angleterre.
- 1159-1259 : conflit entre Capétiens et Plantagenêt.
- 1209-1229 : croisade des Albigeois.
- 1215 : Magna Carta, grande charte anglaise encore en vigueur.
- 1230-1669 : activité des villes marchandes de la Hanse en Europe du Nord.
- 1249 : le Royaume de Portugal achève sa Reconquista par la conquête du Gharb al-Ândalus.
- 1291 : naissance de la Confédération suisse.

- XIe, XIIe et XIIIe siècles : Moyen Âge central en Occident. La querelle des Investitures (1075-1122), qui oppose la papauté et le Saint-Empire romain germanique, pose la question de la relation entre le pouvoir temporel et l’autorité de l’Église. Avec la Réforme grégorienne, l’émergence de la féodalité et la croissance et la vitalité des villes, elle marque le passage vers le Second Moyen Âge. Le nombre d'habitants, qui était entre 15 et 18 millions dans l’Empire carolingien, a quadruplé vers 1300, ce qui marque durablement les paysages du continent avec la création de centaines de villages. C’est une période de renaissance culturelle, avec l'essor des écoles urbaines et la naissance des universités (Bologne en 1088, Paris en 1200). L’ordre de Cluny, fondé vers 909/910, connaît un développement sans précédent dans toute l’Europe. Avec l’ordre cistercien fondé en 1098 et dominé par la personnalité de Bernard de Clairvaux, les Clunisiens soutiennent la réforme de l'Église. Les châteaux de terre, de bois ou de pierre se multiplient à partir du Xe siècle et correspondent à l’implantation du pouvoir féodal. Ils assurent la sécurité et le contrôle des territoires ruraux, des routes, des ponts, des abbayes et sont souvent à l’origine, aux XIIe et XIIIe siècles, d’une agglomération. Les villes s’émancipent. Certaines sont un héritage de l’Antiquité et se sont maintenues en particulier quand elles sont le siège d’un évêché. D’autres sont apparues pendant le Haut Moyen Âge auprès des monastères ou comme places portuaires et commerçantes sur le littoral et les voies navigables. Enfin de nouvelles villes et bourgs apparaissent à partir du XIIe siècle : sauvetés, bastides, villeneuves, planted towns, nuevas ciudades ou terre nuove. Les citadins obtiennent de nouveaux droits. Le mouvement communal favorise le développement de l’économie urbaine[22].
- 1054-1721 : la Russie kiévienne est morcelée en principautés rivales à la mort de Iaroslav en 1054 ; Polotsk, Tchernigov, Vladimir, Galitch, Riazan, Smolensk, etc. Au nord, les républiques oligarchiques de Novgorod (1136-1478) et de Pskov (1348-1510) dotées de vastes territoires, sont dirigées par des boyards au nom de l'assemblée populaire ou vétché. Ces dernières sont attaquées par l'Ordre teutonique, qui est repoussé par Alexandre Nevski en 1240 et 1242. Après l’invasion mongole de 1223/1237-1240, les principautés russes dirigées par les Riourikides deviennent tributaires de la Horde d'or. De 1328 à 1547, la Grande-principauté de Moscou domine le nord-est de la Russie. Elle entre en conflit avec la Horde d'or sous Dimitri Donskoï qui remporte la bataille de Koulikovo en 1380, puis s'émancipe complètement du joug tatar en 1480. Entre-temps elle se développe, annexant les principautés voisines. La reprise économique à partir du XIVe siècle permet le développement des villes, la croissance de la population, la colonisation au nord vers la mer Blanche et la construction de forteresses et d'églises en bois ou en pierre[22]. En 1547 est formé le tsarat de Russie. L’État moscovite s’étend à l’est et au sud avec l’annexion des khanats de Kazan (1552), d’Astrakhan (1556) et de Sibir (1598). En 1721 Pierre le Grand fonde l'Empire russe (1721-1917).
- 1081-1185 : redressement de l'Empire byzantin sous les Comnènes. Les Petchénègues, qui ont franchi le Danube en 1048, sont définitivement battus en 1122. En 1071, les Byzantins perdent l'Asie Mineure au profit des Seldjoukides, et l’Italie du Sud est prise par les Normands de Robert Guiscard qui envahissent les Balkans (1081-1085). Le sac de Constantinople par la quatrième croisade en 1204 voit la création de l'empire latin de Constantinople et ouvre la dernière phase de l'histoire byzantine. L'Empire byzantin connaît une ultime renaissance sous les Paléologues de 1261 à 1453 avant d'être définitivement remplacé par l'Empire ottoman.
- 1347-1352 : la peste noire arrive dans plusieurs ports de la Méditerranée (Constantinople, Gênes, Marseille…) et se propage dans toute l'Europe, tuant plus du tiers de la population européenne. Elle ne sera éradiquée qu'au XVe siècle. Avec la grande famine de 1315-1317, elle marque la crise de la fin du Moyen Âge et le début du Moyen Âge tardif (XIVe – XVe siècle).
- 1385 : l'union de Krewo entre le grand-duché de Lituanie et le royaume de Pologne entraîne la formation d'une grande puissance en Europe de l'Est, parachevée par l'union de Lublin et la création de la république des Deux Nations en 1569. Elle dure jusqu'aux partages de la Pologne en 1772, 1793 et 1795.

- 1492 : prise de Grenade par la monarchie espagnole, fin de la Reconquista.
- 1494 : le traité de Tordesillas répartit les zones d'influences respectives entre les Portugais et les Espagnols.
- 1494-1559 : guerres d'Italie. Bataille de Marignan (1515).
- 1529 : siège de Vienne par les armées ottomanes de Soliman le Magnifique.
- 1571 : bataille de Lépante.
- 1582 : introduction du calendrier grégorien.
- 1640 : fin de l'Union ibérique.
- 1685 : révocation de l'édit de Nantes.
- 1721-1917 : Empire russe.
- 1751-1772 : Encyclopédie ou Dictionnaire raisonné des sciences, des arts et des métiers de d'Alembert et Diderot.

- 1453/1492-1789 : Époque moderne, dont le début est marqué par la prise de Constantinople par les Ottomans, la fin de la guerre de Cent Ans (1453), l'invention de l'imprimerie (1455) et la découverte de l'Amérique (1492). Les pratiques sociales médiévales perdurent cependant jusqu’à la seconde moitié du XVIe siècle. La Renaissance, courant artistique et intellectuel amorcé en Italie dès le Trecento, se diffuse en Europe du XIVe au XVIe siècle, est suivie par le Baroque du XVIe au XVIIIe siècle et le Classicisme aux XVIIe et XVIIIe siècles. En 1517 les 95 thèses de Martin Luther lancent le mouvement de la Réforme protestante qui divise l'Europe entre l'Église catholique romaine et les Églises protestantes et provoque des conflits (divorce d'Henri VIII et formation de l'Église anglicane, guerres de Religion en France et en Europe. La Contre-Réforme catholique engagée à l'issue du concile de Trente (1545-1563) ne permet à l'Église catholique qu'une reconquête partielle des populations passées au protestantisme. La guerre de Trente Ans qui affecte toute l'Europe centrale, l'Europe du Nord et l'Alsace de 1618 à 1648 est conclue par les traités de Westphalie, qui modifient profondément les équilibres politiques et religieux en Europe, à la base du « système international westphalien ». L'absolutisme monarchique atteint alors son apogée, en particulier dans la France des Bourbons, l'Espagne et l'Autriche des Habsbourgs. L'Europe est déchirée par de nombreux conflits : guerre de Quatre-Vingts Ans, guerres anglo-espagnoles, guerre de Dévolution, guerre de Hollande, guerre de la Ligue d'Augsbourg, guerre de Succession d'Espagne, guerre de Sept Ans... La période se conclut par le « Siècle des Lumières » dont les philosophes prônent le « despotisme éclairé » et se termine en France par la Révolution et la fin de l'Ancien Régime.

- 1789-1799 : Révolution française.
- 1799-1804 : Consulat.
- 1804-1815 : Premier Empire, constitué par Napoléon Ier.
- 1848 : Printemps des peuples ; en France, révolution, abolition de l'esclavage et IIe République.
- 1852-1871 : Second Empire.
- 1863-1918 : Autriche-Hongrie.
- 1871 : Commune de Paris et IIIe République en France.
- 1871-1918 : Empire allemand.
- 1914-1918 : Première Guerre mondiale.
- 1917 : Révolution russe.
- 1922 : instauration de l'URSS. Marche sur Rome par Benito Mussolini.
- 1933 : Adolf Hitler devient Chancelier du Troisième Reich. Estado Novo  au Portugal.
- 1936 : Guerre d'Espagne. Front populaire en France.
- 1938 : accords de Munich.
- 1939-1945 : Seconde Guerre mondiale. Shoah.
- 1958 : Ve République en France.
- 1968 : Mai 68. Printemps de Prague.
- 1974 : Choc pétrolier. Crise occidentale. Révolution des Œillets au Portugal.
- 1975 : mort de Franco, démocratisation de l'Espagne.
- 1986 : catastrophe de Tchernobyl.
- 1989 : chute du Mur de Berlin. Révolution roumaine et Révolution de velours.
- 1990 : Réunification allemande.
- 1991 : chute de l'URSS.
- 1992 : instauration de l'Union européenne.
- 1992-1996 : Siège de Sarajevo.
- 1999 : Guerre du Kosovo.

- 1789-1815 : la Révolution française (1789-1799) et le Premier Empire (1804-1815) marquent la fin de l’Ancien Régime et le début de l’Époque contemporaine pour les historiens français. À la suite des guerres de la Révolution et de l’Empire (1792-1815) le congrès de Vienne (1814-1815) redessine la carte de l’Europe et rétablit l’absolutisme. Le maintien de l’équilibre des puissances favorise la paix. L’Europe connaît au XIXe siècle de grands bouleversements politiques, sociaux, et économiques : révolution industrielle (1770-1880), période d’industrialisation, d’émergence du capitalisme et de la société industrielle, révolution de Juillet et révolution belge (1830), montée des nationalismes avec le Printemps des peuples (1848), les unifications italienne (1848-1870) et allemande (1871). Entre 1815 et 1914, l’Empire britannique devient le premier empire colonial avec 33 millions de km² et 390 millions d’habitants en 1914, devant celui de la France (10 millions de km² et 48 millions d’habitants) et de l’Allemagne (3 millions de km² et 18 millions d’habitants)[23]. Les rivalités impérialistes débouchent au XXe siècle sur les deux guerres mondiales. Les empires allemands, austro-hongrois, ottoman et russe s’effondrent à l’issue de la Première (1914-1918). La révolution russe de 1917 entraîne l’instauration de l’URSS communiste en 1922. La très forte croissance économique des années 1920 mène à la crise de 1929. L’effondrement du système économique et financier mondial se traduit par une forte remontée du nationalisme et de l’impérialisme (Italie fasciste, Allemagne nazie, Espagne franquiste, Estado Novo au Portugal...) et se solde par la Seconde Guerre mondiale (1939-1945), caractérisée par les crimes nazis contre l’humanité (massacres commis par les Einsatzgruppen) et le génocide des juifs et des Roms. L’Après-guerre, avec l’introduction de la dissuasion nucléaire ouvre la guerre froide qui oppose le bloc de l’Ouest et le bloc de l’Est jusqu’à la chute des régimes communistes en Europe en 1989 et la dislocation de l’URSS en 1991. C’est la période de la décolonisation (1945-1975), de la construction européenne (CECA en 1951, CEE en 1957, UE en 1992) et des « Trente Glorieuses », époque de forte croissance et de politiques économiques keynésiennes, stoppées par la crise économique déclenchée par le choc pétrolier de 1973-1974. La société de consommation se développe après la guerre, tandis qu’un mouvement de désindustrialisation s’amorce au lendemain de la crise de 1974 et ouvre la voie à une économie post-industrielle ou de l’information. L’arrivée au pourvoir de Ronald Reagan aux États-Unis (1981-1989) et de Margaret Thatcher au Royaume-Uni (1979-1990) ouvre une nouvelle phase néoconservatrice, libérale et financiarisée de la mondialisation[24].

## Religion

### XIXesiècle
- 1869-1870 : Premier concile œcuménique du Vatican, convoqué par Pie IX.
- 1891 : encyclique sociale Rerum novarum de Léon XIII.

### XXesiècle
- 1962- 1965 : concile Vatican II.
- 1963 : encyclique Pacem in Terris de Jean XXIII.
- 1994 : lettre apostolique Tertio millennio adveniente de Jean-Paul II.
- 1998 : encyclique Fides et ratio de Jean-Paul II.
- 2000 : Jubilé de l'an 2000 et repentance de l'Église catholique.

## Inventions, découvertes, introductions

### XIesiècle
- Début de l'introduction de la science musulmane et grecque en Europe via Gerbert d'Aurillac : algèbre (Al-Khwârizmî), astronomie.
- Apparition de la cogue, navire utilisé dans la Hanse (mer du Nord, Baltique).
- Utilisation de la boussole par les Chinois, pour la navigation (ils la connaissaient déjà).
- Apparition du papier à San Felipe, en Espagne, en 1056, introduit par les musulmans (le papier fut inventé en Chine vers les IIe et IIIe siècles).
- En Chine, invention des caractères mobiles en imprimerie (1041), par un artisan inconnu, rend possible la presse à imprimer.
- Introduction du zéro par Gerbert d'Aurillac (introduit d'Inde par Al-Khwârizmî).
- Développement de l'architecture religieuse (architecte lombard Guillaume de Volpiano).
- Technique de peinture a fresca, ou a fresco (fresque).
- Développement des arts libéraux et du comput dans les écoles.
- Première chanson de geste : la Chanson de Roland (vers 1098).
- Invention de la portée musicale par Guido d'Arezzo.
- Invention des degrés de la gamme selon les syllabes de l'hymne à saint Jean.
- Premières tapisseries (Bayeux).
- Châteaux forts (en pierre).

### XIIesiècle
- En Chine : canon, poudre à canon, développement de l'industrie du fer (révolution industrielle).
- Entre 1120 et 1190, deuxième vague, la plus importante, de l'introduction des sciences et arts musulmans en Occident (Tolède, Palerme, Pise, Venise) : mathématiques, astronomie, algèbre, médecine, chimie, pharmacie, mécanique (hydraulique, engins de levage), architecture, musique…
- Introduction de la philosophie grecque : Aristote, et bien d'autres.
- Introduction de la science grecque : géométrie (Euclide), géographie et techniques de cartographie (Ptolémée), médecine (Galien, Hippocrate)…
- Invention du compas magnétique vers 1100.
- Utilisation en Occident d'engins de levage pour les chantiers de cathédrales (premiers chantiers de 1137 à 1180).
- Polyphonie en musique (École de Notre-Dame de Paris (musique).
- Introduction du luth, du psaltérion, des petites timbales, et de la lyre à trois cordes (par les Arabes).
- Introduction du collier d'épaule (ou collier de harnais), connu en Chine, qui permet le développement de l'agriculture.
- Apparition de charrues à roue (plógr) en Scandinavie, attestées dans les fouilles archéologiques à partir du XIIe siècle. Elles remplacent les araires rudimentaires (ardhr) utilisées depuis la Préhistoire.

### XIIIesiècle
- En Occident, nouvelle représentation du monde, terre ronde selon la représentation de Ptolémée.
- Développement des premières universités, école scolastique.
- Fin de l'introduction de la philosophie d'Aristote en Occident.
- Introduction des moulins à vent depuis l'Orient.
- Par les contacts avec les musulmans, les Normands introduisent la boussole en Occident et l'utilisent en Méditerranée vers 1200.
- Technique du vitrail.
- Introduction de la poudre à canon (connue en Chine pour les feux d'artifice depuis le VIIe siècle),
- Apparition de grandes nefs pour le commerce atlantique.
- Emploi du gouvernail d'étambot et de la girouette.
- Premiers portulans, donnant une représentation des côtes.
- Apparition de la brouette en Occident.
- La quenouille est remplacée dans plusieurs régions d’Occident par le rouet actionné au moyen d’une manivelle pour filer les textiles.
- premières lunettes pour presbytes.
- horloges mécaniques.

### XIVesiècle
- le Génois Lancelot Maloisel découvre deux îles de l’archipel des îles Canaries.
- apparition du papier en France, alors que l'apparition en Espagne date de 1056, et l'invention en Chine des IIIe et IIe siècles av. J.-C.
- Perfectionnement du métier à tisser en Italie du Nord, en Flandre et en Angleterre.
- Couple bielle-manivelle, transformant le mouvement rotatif en mouvement alternatif.
- Engrenages métalliques.
- Premières horloges mécaniques, vers 1300.
- arbalète et naissance de l'artillerie.

### XVesiècle
- Début de l'imprimerie en Occident (Chine, XIe siècle), perfectionnements par l’imprimeur allemand Johannes Gutenberg (1453) qui consistent en : presse typographique ; invention des caractères mobiles en alliage de plomb (les Chinois connaissaient déjà les caractères mobiles) ; ainsi que des encres adhérant au métal.
- Apparition du mot clavicymbalum en 1404 (clavecin, clavicembalo en italien).
- Perspective en peinture (Masaccio).
- Premières cartographies complètes du monde livrées par les cartographes portugais.
- Apparition du trois-mâts : caraque, navire utilisé par les Espagnols et les Portugais ; caravelle, navire conçu et utilisé massivement par les Portugais.
- Introduction du sextant en Europe (inventé en Inde).
- Christophe Colomb met le pied en Amérique, plusieurs siècles après les hommes d'Erik le Rouge.
- Développement de la technique de la coupole en architecture (dôme de Florence).
- Généralisation de l'utilisation du compas magnétique en Occident.
- Le système bielle/manivelle, sans doute la plus importante innovation technique du XIVe siècle, se répand.

### XVIesiècle
- Invention de la « cartouche de poudre portugaise » par le capitaine portugais Vicente Sodré (en), afin d'améliorer la rapidité de rechargement des armes à feu de ses soldats pendant les campagnes portugaises en Orient, un siècle avant la « cartouche française Balt ».
- Renouvellement de la technique du vitrail, et perfectionnement de la technique du verre en Occident.
- Toile pour la peinture.
- Invention du concept de loxodromie par le mathématicien portugais Pedro Nunes permettant de représenter les longitudes sur les cartes.
- Apparition en Mongolie d’imprimeries utilisant des matrices de bois, technique sans doute d’origine tibétaine mais utilisée par les Ouïghours et d’autres peuples d’Asie centrale.
- Expansion de l’agriculture en Hongrie, par l’augmentation des surfaces ensemencées. La faux remplace la faucille. Les gros bourgs de la plaine occupés par les Turcs se spécialisent dans l’élevage intensif des bovins, exportés vers la Hongrie royale, Vienne et l’Allemagne (près de 100 000 bêtes par an).

### XVIIesiècle
- Prise de conscience d'une nouvelle représentation du monde, l'héliocentrisme avec Galilée (déjà apparue avec Copernic, mais non encore diffusée).
- Apparition du premier journal (gazzetta) en Italie.
- Pression, vide (Blaise Pascal).
- Télescope (1630).
- Introduction du triangle arithmétique (improprement appelé triangle de Pascal).
- Système de coordonnées cartésiennes.
- Force de gravitation (Isaac Newton).
- Lois de Kepler sur le mouvement des planètes.
- Mouvement uniformément accéléré (de) (Galilée).
- « Loi » de Snell (appelée aussi loi de Snell-Descartes) sur l'optique.
- Manufactures de tapisseries.

### XVIIIesiècle
- Procédé de production de fonte de fer avec du coke, Abraham Darby, 1709.
- Géométrie descriptive : Gaspard Monge.
- Machine à vapeur : Thomas Newcomen, 1712, James Watt, 1765.
- Invention du piano-forte.
- Métier à filer : James Hargreaves, 1770.
- Premier voyage aérien en ballon, Jean-François Pilâtre de Rozier, 1783.

### XIXesiècle
- Perfectionnements du piano-forte, piano moderne.
- Métier Jacquard, métier à tisser automatique (1801).
- Utilisation du macadam pour le revêtement des routes, John Loudon McAdam (1815).
- Photographie, Nicéphore Niépce (1816).
- Découverte de la force électromagnétique, Maxwell (1831-1879).
- Induction électromagnétique, Michael Faraday (1831).
- Première bicyclette à pédales Kirkpatrick Macmillan (1839).
- Premier dirigeable (1852).
- Thermodynamique, Carnot.
- Chemin de fer.
- Applications de l'électromagnétisme en électricité.
- Téléphone, Graham Bell (1876).
- Moteur à combustion interne.
- Automobile, Gottlieb Daimler et Carl Benz (1876).
- Ampoule électrique, Thomas Edison (1879).
- Pellicule photographique, George Eastman (1883).
- Caméra.
- Cinématographe : frères Lumière.
- Carte Hollerith, première utilisation pour le recensement de 1890 aux États-Unis.
- Radio, Guglielmo Marconi (1895[25]).

### XXesiècle
- Nouvelle représentation du monde : univers composé de galaxies, amas de galaxies, et super-amas de galaxies, Soleil tournant autour du centre de la Voie Lactée, théorie cosmologique de l'Univers en expansion (Big Bang), découverte de nouveaux objets célestes (trous noirs, pulsars, quasars…)
- Découverte de l'interaction forte et de l'interaction faible.
- Avion, frères Wright (1903).
- Radioactivité naturelle (Becquerel).
- Radioactivité artificielle (Curie).
- Lobotomie : Egas Moniz, prix Nobel portugais.
- Découverte des nouvelles méthodes de télécommunication : téléphonie fixe puis mobile, télévision, réseaux hertziens.
- Mécanographie : extension à partir de la carte Hollerith.
- Applications électroniques aux technologies de l'information : ordinateur, micro-ordinateur, toile (web) et réseau net (intranet, extranet, Internet…).
- Appareils électroménagers.
- conquête spatiale : premier homme dans l'espace : Youri Gagarine (1961) ; premiers pas sur la Lune : Armstrong, Aldrin (1969).
- Satellites artificiels.
- Essor de la biologie moléculaire : Structure de la molécule d'ADN (Watson et Crick), élucidation du code génétique, utilisation d'OGM en agriculture.
- Diversification des divertissements : en plus des ordinateurs, les télévisions, ou encore consoles de jeux apparaissent.

## Arts et culture

### XIIesiècle
- En Europe, premières constructions de cathédrales gothiques s'appuyant sur la théologie de la lumière ;
- le Minnesang (chant d'Amour) s'épanouit en Allemagne, ainsi que le Roman de Renart en France ;
- apparition de la légende de Tristan et Iseut et de la chanson des Nibelungen.

### XIIIesiècle
- En Flandre, construction généralisée de halles, beffrois, nouvelles enceintes urbaines, béguinages, églises, collégiales et cathédrales.
- triomphe du gothique, temps des cathédrales et de la Sainte-Chapelle, à Paris.

### XIVesiècle
- Premières sculptures selon le style antique grec (Pisano).
- Apparition du théâtre, à l'origine passions jouées devant le parvis des cathédrales.

### XVesiècle
- Naissance d'un mouvement artistique et culturel en Italie qui va bouleverser l'art en Europe occidentale, la Renaissance.

### XVIesiècle
- Apogée de la Renaissance.
- Émergence du style manuélin au Portugal.
- 1528 : première création de la Commedia dell'arte.
- Vers 1550 : naissance du maniérisme.
- Vers 1570 : évolution de l'art de la Renaissance et du maniérisme, émergence de l'art baroque.

### XVIIesiècle
- Début de l'âge baroque en 1660 environ.
- Naissance de l'opéra (Jacopo Peri) aux alentours de 1650.
- Vers 1660 : naissance du classicisme en France.

### XVIIIesiècle
- Fin de l'âge baroque en 1770 environ.
- Apogée et fin du classicisme.
- Années 1780 : Émergence du romantisme.

### XIXesiècle
- 1822 : Invention de la photographie par Nicéphore Niépce.
- Années 1830 : Apogée du romantisme.
- 1848 : Rédaction des lois de Cambridge, qui donnent naissance au football moderne.
- Années 1850 : Fin du mouvement du romantisme. Émergence du mouvement réaliste en littérature et en peinture. En peinture, émergence d'un nouveau mouvement, l'impressionnisme.
- Années 1860 : Émergence du naturalisme.
- 1891 : James Naismith invente le basket-ball.
- 1895 : Invention du cinéma par les frères Lumière.

### XXesiècle
- 1907 : naissance du cubisme, mouvement artistique marqué par deux figures majeures : Pablo Picasso et Georges Braque. Mouvement existant jusqu'en 1914.
- 1916 : naissance du dadaïsme, mouvement artistique et culturel né en Suisse au cours de la Première Guerre mondiale, marqué par la figure du poète Tristan Tzara.
- 1924 : naissance du surréalisme, mouvement artistique et culturel créé par André Breton. Il a fait naître de grands talents comme Salvador Dalí, Louis Aragon, Balthus, Paul Éluard, René Magritte, Federico García Lorca ou Marcel Duchamp. Ce mouvement s'essouffla à partir de 1939, pour s'éteindre après la Seconde Guerre mondiale.
- Années 1930 : Émergence du mouvement littéraire et philosophique, l'existentialisme, né en Allemagne, puis s'étend développé dans le monde après 1945. Il est représenté par des figures majeures, telles que Karl Jaspers, Gabriel Marcel, Martin Buber, Martin Heidegger, Jean-Paul Sartre, Albert Camus, Jacques Lavigne ou Simone de Beauvoir.
- 1955 : Naissance du Pop art, illustré par des artistes tels que Andy Warhol ou Roy Lichtenstein.
- Années 1950 - Années 1960 : Émergence d'un mouvement du cinéma français, la Nouvelle Vague. Il est représenté par des nouveaux réalisateurs, tels que François Truffaut, Jean-Luc Godard, Claude Chabrol, Éric Rohmer ou Jacques Rivette.

## Économie et société
- XIIIe siècle : Fondation et essor de la Hanse flamande, dite de Londres.
- Milieu du XIVe siècle : hégémonie de la Hanse allemande en mer Baltique et en mer du Nord.